# Transmat
Transmat est un label discographique américain de techno, basé à Détroit. Transmat comprend le sous-label Fragile Records.

## Histoire
Fondé en 1986, le label publie dès le milieu des années 1980 les morceaux qui allaient alimenter le boom de la techno. Transmat a vu défiler des artistes comme Rhythim Is Rhythim, James Pennington, Joey Beltram et Carl Craig. Au fil de son existence, le label est notamment qualifié par la presse spécialisée de « pionnier de la techno », mais aussi de « titan de la techno ».

« L'histoire de Détroit a été racontée et, comme tous les récits légendaires, ceux qui y ont prêté attention en savent plus que le commun des mortels. »

— DJ Frankie Bones, à propos de Rhythim est la « photo de nu » de Rhythim
.
En 2014, le label organise la soirée Transmat Night avec Derrick May, Karim Sahraoui (aka Djinxx), Deep'a and Biri. En 2017, un vote est organisé pour Mixmag qui détermine si Transmat est « le label de la décennie 2007-2017 ». En 2018, le label annonce la sortie de trois EP qui sont par ordre de publication : Test of Time, Diamond Project EP 1 et The Robotic People EP.

## Discographie partielle
- MS-01 - X-Ray - Let's Go (12")
- MS-02 - Rhythim Is Rhythim - Nude Photo (12")
- MS-03 - Suburban Knight - The Groove (12")
- MS-04 - Rhythim Is Rhythim - Strings of Life (12")
- MS-05 - Bang the Party - Release Your Body (12")
- MS-06 - Rhythim Is Rhythim - It Is What It Is (12")
- MS-07 - M-D-Emm - 1666 / Get Acidic (12")
- MS-08 - K. Alexi Shelby - All For Lee-Sah (12")
- MS-09 - R-Tyme - Illusion / R-Theme (12")
- MS-10 - Octave One featuring Lisa Newberry - I Believe (12")
- MS-11 - Rhythim Is Rhythim - Beyond The Dance (12")
- MS-12 - Psyche - Crack Down (12")
- MS-13 - Suburban Knight - The Art of Stalking (12")
- MS-14 - Model 500 - Ocean to Ocean (12")
- MS-15 - Rhythim Is Rhythim - The Beginning (12")
- MS-16 - Joey Beltram - Energy Flash (12")
- MS-17 - 3 Phase Featuring Dr. Motte - Der Klang Der Familie (12")
- MS-18 - Dark Comedy - Corbomite Maneuver EP (12")
- MS-19 - Silent Phase - Psychotic Funk (12" / CD Maxi)
- MS-20 - Silent Phase - The Rewired Mixes (12" / CD Maxi)
- MS-21 - Rhythim Is Rhythim - Icon / Kao-Tic Harmony (12")
- MS-22 - Microworld - Signals / Smile (12")
- MS-23 - Aril Brikha - Deeparture In Time (12")
- MS-24 - Quiet Daze - Viewing A Decade (12")
- MS-25 - Aril Brikha - Deeparture In Time (2x12" / CD)
- MS-26 - Stephen Brown - EP #1 (12")
- MS-27 - Stephen Brown - EP #2 (12")
- MS-29 - Rodenbush - Rodenbush EP (12")
- MS-30 - John Arnold - 4 Minutes? (12")
- MS-31 - Indio - Indio EP (12")
- MS-33 - Mr. Brown - Detroit (12")
- TMT-1 - Silent Phase - (The Theory of)	(2xLP / CD)
- TMT-2 - Derrick May - Innovator (5xLP / 2xCD)
- TMT CD 4 - Derrick May - Innovator (2xCD)
- TMT CD 5 - Various - Time : Space (CD)
- TMT CD 6 - Aril Brikha - Deeparture In Time (CD)
- TMT CD 7 - Indio - Indio (CD)